# Reichertella pulicaria
Reichertella pulicaria är en tvåvingeart som först beskrevs av Friedrich Hermann Loew 1846.  Reichertella pulicaria ingår i släktet Reichertella och familjen dyngmyggor. Inga underarter finns listade i Catalogue of Life.